# Jane Zhang
Jane Zhang (chinês tradicional: 張靚穎, chinês simplificado: 张靓颖, pinyin: Zhāng Liàngyǐng; nascida em 11 de outubro de 1984) é uma cantora, compositora e atriz chinesa. Ela estreou em sua carreira de cantora oficialmente ao ganhar o terceiro lugar no concurso de canto chinês Super Girl em 2005. No ano seguinte, ela lançou seu álbum de estréia The One. Conhecida pelo seu estilo de cantor no registro whistle, ela ficou conhecida como a "Princesa Golfinho".

## Biografia

### 1984–2005: Primeiros anos e começo de carreira
Zhang nasceu em Chengdu, Sichuan, China em 11 de outubro de 1984. Seu pai foi motorista em uma companhia de transporte, enquanto sua mãe foi uma assistente de de loja de departamentos. Na idade de 15 anos, seu pai morreu e sua mãe foi demitida. Ela então passou a sustentar a família, se apresentando como cantora regularmente no bar Music House. Em 2005, ela se apresentou no concurso de TV de cantores Super Girl. Ela então conseguiu um contrato com a gravadora Huayi Music.

### 2006–2009: Huayi Music
Depois do contrato assinado com a  Huayi, seus primeiros extended plays Jane, Love foram lançados em janeiro de 2006. OS EPs venderam mais de 210 mil cópias na China. Em setembro de 2006,ela cantou o tema "Only for Love" para o filme chinês The Banquet. A canção tem participação do pianista Lang Lang, e foi nomeado pelo Hong Kong Film Award por melhor canção original em um filme. Em outubro de 2006, seu primeiro album de estúdio The One foi lançado. O álbum foi produzido pelos produtores americanos Craig Williams e Reid Hyams.
Em março de 2007, ela cantou num show em Pasadena, California  com o musico japonês Kitaro e o americano Gavin Christopher. Em julho de 2007, Zhang gravou o tema "Light the Passion, Share the Dream" para 2008 Summer Olympics touch relay com Wang Leehom, Stefanie Sun, e Wang Feng. No mesmo mês, Zhang fez um concerto em Beijing para promover seu segundo álbum Update. Em agosto det 2007, seu segundo album Update foi oficialmente lançado. Em dezembro de 2007, ela lançou seu segundo extended plays Dear Jane.
Em outubro de 2008, Zhang gravou o tema "Painted Heart" para o filme Painted Skin. A canção ganhou Hong Kong Film Awardpor melhor cancção original em um filme no ano seguinte. Em janeiro de 2009, Zhang lançou seu terceiro álbum de estudio, Jane@Music. Em maio de 2009, ela fez sua estréia na televisão americana no programa The Oprah Winfrey Show.

### 2009–2014: Universal Music
Em junho de 2009, Zhang assinou um contrato com a  Universal Music. Em fevereiro de 2010, seu quarto álbum Believe in Jane foi lançado. Em maio de 2010, ela lançou a versão chinesa da canção "Wavin' Flag" para o 2010 FIFA World Cup com K'naan e Jacky Cheung. Em agosto de 2010,ela embarcou na sua primeira turnê Believe in Jane Tour, indo até Shanghai, Beijing, Tianjin, e Chengdu. Em outubro de 2010, ela cantou no Asia Song Festival in Seoul, Coreia do Sul. Em junho de 2011, ela lançou seu quinto álbum Reform.

### 2014–presente: Sony Music
Em julho de 2014, Jane anunciou sua mudança para a  Sony Music, e lançou seu sexto álbum The Seventh Sense. Em janeiro de 2015, ela participou da terceira temporada do programa  I Am a Singer. Em outubro de 2016, ela lançou o single em inglês produzido pelo produtor timbaland,  "Dust My Shoulders Off".

## Vida pessoal
Em 4 de julho de 2015, Zhang anunciou que seu namorado era Feng Ke (Michael), o presidente da companhia Show City Times. Em 8 de outubro de 2016, eles anunciaram seu casamento na Itália em 9 de novembro de 2016.

## Discografia

### Álbuns de estúdio
- 2006: The One
- 2007: Update
- 2009: Jane@Music
- 2010: Believe in Jane
- 2011: Reform
- 2014: The Seventh Sense

### Extended plays
- 2006: Jane, Love
- 2007: Dear Jane
- 2013: Grateful

### Singles em inglês
- 2016:  Dust My Shoulders Off
- 2016: 808
- 2018: Work For It

### Álbuns de compilação
- 2016: Starring Jane
- 2018: Starring Jane II

### Álbuns ao vivo
- 2012: Listen to Jane Z Live
- 2017: Bang the World Tour

### Trilha Sonora
- 2021: The heart moved once in a life (一生一次心一动)[19]

## Prêmios
| Ano  | Premiação               | Categoria               | Trabalho        | Resultado | Ref    |
| ---- | ----------------------- | ----------------------- | --------------- | --------- | ------ |
| 2009 | Hong Kong Film Awards   | Best Original Film Song | "Painted Heart" | Venceu    | [ 20 ] |
| 2011 | Mnet Asian Music Awards | Best Asian Artist       | "I Believe"     | Venceu    | [ 21 ] |
| 2011 | MTV Europe Music Awards | Best Worldwide Act      | "Reform"        | Indicado  | [ 22 ] |
| 2013 | MTV Europe Music Awards | Best Worldwide Act      |                 | Indicado  | [ 23 ] |
| 2015 | MTV Europe Music Awards | Best Worldwide Act      |                 | Venceu    |        |